# دام (فیلم ۱۹۱۳)
دام (انگلیسی: The Trap) فیلمی به کارگردانی ادوین آگوست است که در سال ۱۹۱۳ منتشر شد. از بازیگران آن می‌توان به پالین بوش، لان چینی و کلیوو مدیسون اشاره کرد.